# Mystery Man
Mystery Man è un film del 1944 diretto da George Archainbaud.
È un western statunitense con William Boyd, Andy Clyde e Jimmy Rogers. Il personaggio principale, interpretato da Boyd, è Hopalong Cassidy, l'eroe del vecchio West nato da una serie di racconti brevi dall'autore Clarence E. Mulford e protagonista di oltre 60 film western e di una serie televisiva.

## Produzione
Il film, diretto da George Archainbaud su una sceneggiatura di J. Benton Cheney, fu prodotto da Harry Sherman tramite la Harry Sherman Productions e girato a Kernville e nelle Alabama Hills a Lone Pine, in California, dal 25 luglio a fine luglio 1943. Il brano della colonna sonora Tie a Saddle String Around Your Troubles fu composto da Ozie Waters e Forrest Johnson. Il titolo di lavorazione fu Thundering Hoofs.

## Distribuzione
Il film fu distribuito negli Stati Uniti dal 31 maggio 1944 al cinema dalla United Artists.
Altre distribuzioni:
- in Portogallo il 3 settembre 1945 (Os Cavaleiros do Deserto)
- in Svezia il 26 dicembre 1945 (Den mystiske hämnaren)
- in Belgio (La terreur de l'Ouest)
- in Brasile (Bandoleiro Misterioso)

## Promozione
La tagline è: HOPPY SOLVES A MYSTERY! It took plenty of fast riding and split-second shooting to uncover the mysterious outlaw who terrorized the West... but Hoppy does it in one of his most exciting adventures of his life!.